# Branko Trajkov
Branko Trajkov (Zagreb, 9. listopada 1966.), također poznat po svom nadimku Trak, je hrvatski glazbenik i glazbeni producent. Najpoznatiji je kao bubnjar rock skupine Zabranjeno pušenje. Također, organizira kreativne i glazboterapijske bubnjarske radionice za djecu i odrasle.

## Glazbena karijera
Kao dijete, Trajkov je bio veliki obožavatelj sarajevskog rock benda Bijelo dugme. Kada je imao 10 godina otac ga je odveo na njihov koncert, promociju albuma Eto! Baš hoću! (1976.), u Domu sportova u Zagrebu. Na tom koncertu je shvatio što želi biti kad odraste. Diplomirao je 1979. godine na nižoj glazbenoj školi, gdje je svirao klavir. Kasnije je samostalno naučio svirati gitaru.
Trajkov se pridružio bendu Karavele, pratećem bendu rock skupinama Električni orgazam i Idoli, 1983. godine. U kasnim osamdesetima je bio član nekoliko rock bendova, kao što su Mačke i Rocket Stars. Godine 1990. postaje bubnjar novoosnovane zagrebačke rockabilly teen atrakcije Fantomi. Bend je napustio 1994. godine kada se skupina raspada. Dobio je posao na HRT-u 1994. godine, a sljedeće u Koncertnoj dvorani Vatroslava Lisinskog. Radio je tamo kao ton majstor i producent sve do 1997. godine. U to vrijeme surađuje i na mnogobrojnim projektima studija "Crno Bijeli Svijet", skupine Prljavo kazalište. Početkom 2000. godine pridružio se skupini 7/8, pratećem bendu zagrebačkog ženskog zbora Ezerki koji izvodi tradicionalne makedonske narodne pjesme. Tih godina radi i s Lidijom Bajuk na njena četiri studijska albuma, a nastupao je s njom i na nekim koncertima.
Od sjevernoameričkog indijanskog plemena Picuris Pueblo iz Novog Meksika, SAD, je 2011. godine dobio ovlaštenje za izvođenje pjesama na tradicijskim ritualima "Ples Sunca i Mjeseca". Također, član je Hrvatske zajednice samostalnih umjetnika (HZSU).

### Zabranjeno pušenje
Trajkov se pridružio rock skupini Zabranjeno pušenje u jesen 1996. godine. Njegova prva suradnja s bendom dolazi s koncertima, među kojima su i oni u Zagrebu i Sarajevu kad se snimao live album Hapsi sve! (1998.). Nakon toga sudjelovao je u snimanju njihovih sedam studijskih albuma Agent tajne sile (1999.), Bog vozi Mercedes (2001.), Hodi da ti čiko nešto da! (2006.), Muzej Revolucije (2009.), Radovi na cesti (2013.), Šok i nevjerica (2018.) i Karamba! (2022.).
Skupa s članovima Zabranjenog pušenja Davorom Sučićem i Robertom Boldižarom, Trajkov je i član skupine Shaderwan Code. Riječ je o zajedničkoj skupini Zabranjenog pušenja i zagrebačkog Zbora Arabeske. Trajkov je radio na oba njihova albumima Kada procvatu behari (2011.) i Ah, ono što će voljeti pokriti (2018.).

### Mechanical
Od 2019. godine Trajkov je bubnjar, pjevač i suosnivač alternatvno-psihodelično-progresivne rock skupine Mechanical. Idejne temelje svog stvaralaštva ovaj dvojac crpi iz učenja ruskih mistika s početka 20-og stoljeća te u tekstovima slijedi načela "četvrtog puta". Odmah nakon objavljivanja, njihov prvi singl "Fluorescent Black" dospjeo je na prvo mjesto internacionalne Free40 Indie ljestvice. Njihov prvi album je u pripremi.

## Rad za opće dobro
Od 2000. godine Trajkov organizira kreativne i glazboterapijske bubnjarske radionice za djecu i odrasle osobe s posebnim potrebama. On je osmislio ovu jedinstvenim bubnjarsku radionicu kako bi ušao u najskrovitije i najekstremnije situacije i ustanove, pokušavajući energijom glazbe i ritma ući u svijet onih kojima sustav ne pomaže uvijek na odgovarajući način. Stoga je cilj ovakvih radionica na spontan i prirodan način sudionicima pružiti uvid u ritam, glazbenu kreaciju i osobni zvučni doživljaj. Za vrijeme izvođenja radionica gradi se skladna i čvrsta zajednica temeljena na hijerarhiji zvuka i ritma, a ne tjelesnih, umnih ili društvenih predispozicija sudionika. Isto tako, putem glazbenih obrazaca cilj je i otvoriti i stimulirati nove kanale neverbalne komunikacije.
U 2000. godini Trajkov sa svojim kolegama iz benda Zabranjeno pušenje sudjeluje u jednom društvenoodgovornom projektu gdje su organizirali glazbene radionice za djecu i mladež koji su bili žrtve mina. Radionice su organizirane dva puta u godini. Zimske radionice održane su u Kranjskoj Gori, a ljetne su održane u Rovinju. Godine 2005. održane su i glazbene radionice u sklopu projekta "Zemlja bez granica". U radionici pod nazivom "Vratimo glazbu i ritam na njihova vjekovna ognjišta" Trajkov je usmjeravao polaznike u ponovnom pronalaženju svoga ritma i usklađivanje s vibracijama okoline.
U travnju 2013. godine, Ministarstvo kulture Republike Hrvatske odabralo je Trajkova kao prvog voditelja projekta za svoj pilot projekt "Ruksak (pun) kulture". On je kasnije održao više od 15 radionica kao dio ovog projekta Ministarstva. Radionice su održane u Novoj Gradišci, Križevcima, Kninu, Koprivnici, Metkoviću, Slavonskom Brodu i drugim gradovima. Trajkov je 2014. godine imenovan za stalnog suradnika Zavoda za javno zdravstvo Brodsko-posavske županije. Do početka 2018. godine održao je gotovo 25 glazboterapijske radionice s liječenim ovisnicima u Slavonskom Brodu. Godine 2015. izdavačka kuća Školska knjiga imenovala ga je stručnim suradnikom njihovog odjela za glazbeni odgoj. Tako je bubnjarske radionice je održao i na mnogim stručnim skupovima profesora glazbene kulture i razredne nastave u mnogim gradovima, kao što su Kutina, Senj, Čakovec, Jastrebarsko, Beli Manastir i drugi.
U posljednjih 20 godina Trajkov je organizirao više od stotinu bubnjarskih radionica u gotovo svim većim hrvatskim gradovima i općinama.

## Privatni život
Trajkov se rodio i odrastao u Zagrebu. Njegov otac Stojan svira harmoniku. Trajkov je diplomirao 1994. godine kao inženjer arhitekture na Arhitektonskom fakultetu Sveučilišta u Zagrebu.

## Diskografija
| Zabranjeno pušenje - Hapsi sve! (1998.) - Agent tajne sile (1999.) - Bog vozi Mercedes (2001.) - Live in St. Louis (2004.) - Hodi da ti čiko nešto da! (2006.) - Muzej Revolucije (2009.) - Radovi na cesti (2013.) - Šok i nevjerica (2018.) - Live in Skenderija Sarajevo 2018 (2022.) - Karamba! (2022.) - Pušenje ubija (2025.) - Uživo u Lisinskom (2025.) Shaderwan Code - Kad procvatu behari (2011.) - Ah, što ćemo ljubav kriti (2018.) |  | Lidija Bajuk - Kneja (1999.) - Luna (2005.) - Matapur (2010.) - Zipčica (2011.) Fantomi - Sretan rođendan (1992.) - Planeta majmuna (1993.) - Lice (1995.) Pun kufer - Preko Zebre (1999.) - Dok mi grizeš prste (2002.) Ezerki & 7/8 - Livingroom (2003.) - Baknež (2006.) |

## Vanjske poveznice
- Branko Trajkov na Discogsu
- Zabranjeno pušenje